# Art Toys
Con il termine Art Toys si intendono quei giocattoli da collezione, spesso prodotti in edizioni limitate, realizzati prevalentemente in plastica o vinile ma che talvolta possono essere prodotti anche in legno, metallo e stoffa.

## Panoramica

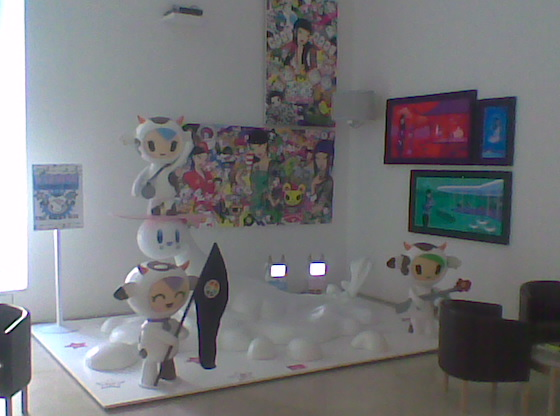
Milky Way di Tokidoki

Spesso gli Art Toys sono autoprodotti da artisti, designer ed illustratori che traggono le proprie ispirazioni da una street culture che fonda le sue origini sui manga giapponesi ma che poi si è velocemente sviluppata negli Stati Uniti, in Inghilterra, in Europa e più recentemente anche in Italia.
La forma o sagoma di realizzazione preferita ricorda spesso la figura di un ipotetico pupazzo o personaggio dalle sembianze umane ma non sono pochi i casi che ritraggono personaggi dalle forme grottesche, animali, astratte o specificatamente di ispirazione fantasy.
Il fenomeno Art Toys richiama milioni di appassionati in tutto il mondo che alimentano un mercato in continua evoluzione fatto di scambi, compravendita fra estimatori, collezioni pregiate, forum dedicati e mostre itineranti.
Sono venduti già disegnati.

## Canvas Toys
Con il termine Canvas Toys si intendono quei personaggi dalla forma già definita, prevalentemente di colore bianco e venduti rigorosamente non disegnati.
Sono i compratori stessi che si trasformano in artisti usandoli come se fossero delle tele pronte ad essere dipinte e personalizzate a seconda dei propri gusti e passioni.
È stata proprio la concezione di personalizzazione che ha permesso all'azienda Toy2R di rivoluzionare il mercato commercializzando i Qee, i primi giocattoli DIY Do-It-Yourself, (coloralo da te) dando origine ad una vera e propria mania che ha permesso alla metà del 2005 all'australiano Jeremyville di pubblicare il volume “Vinyl Will Kill!” che per la prima volta ha fatto un'istantanea del movimento Canvas Toys delineandone i possibili sviluppi futuri.
Da allora la comunità è costantemente cresciuta ed è stata supportata dai primi negozi specializzati e da forum in cui giornalmente si confrontano artisti, collezionisti o semplici amanti del design.
Altri esempi celebri di toys sono i Munny prodotti dall'azienda Americana Kidrobot che può essere considerata la contropartita dei Qee occidentali, i Tokidoki, i Be@rbrick, gli Yamataky che si contraddistinguono per aver ottenuto un brevetto d'invenzione internazionale in quanto capaci di svolgere molteplici funzioni, gli Sket-One, gli Iwg, gli Icebot ed altri. I più belli raggiungono cifre molto elevate tanto da avere il privilegio di essere esposti in vari musei.

## Art Toys promozionali
Negli ultimi anni in concomitanza con l'affermazione del fenomeno Art Toys, si sono sviluppate nuove strategie di comunicazione nel campo pubblicitario e le aziende più attente hanno deciso di legare i propri marchio come ad esempio Microsoft, Google, Nike, Adidas, Coca-Cola, Vans e Pepsi, firmando contratti per edizioni esclusive da abbinare ai loro prodotti o più semplicemente utilizzando gli Art Toys come veicolo pubblicitario creando un legame emozionale con i propri clienti.

## Bambole Ugly Dolls
Si deve all'amore dell'illustratore David Horvath per la sua fidanzata coreana Sun-Min Kim, alla quale scriveva allegando sempre un disegnino, la nascita delle Ugly Dolls.
Infatti un giorno a questo personaggio arancione dalla forma indefinita che si chiamava Wage la fidanzata di Horvath diede una forma realizzando un primo prototipo in stoffa e regalandoglielo.
Il risultato è stato un grande successo commerciale e oggi le Ugly Dolls sono tantissime ognuna con una propria forma, colore ed un proprio carattere.
Sono disponibili in diversi formati, come portachiavi e stampate su magliette.

## Origini
Sono stati artisti come Eric So, Bounty Hunter, James Jarvis, Chao Xu, Michael Lau, Takashi Murakami i cui lavori sono stati esposti presso il Museum of Contemporary Art di Tokyo ed il Museum of Fine Arts di Boston, Nathan Jurevicius, Yusuke Akiko, Frank Kozik, Yawrogi, David Horvath, Julian Pastorino, Kawar e Scarygirl i cui personaggi sono basati sui fumetti dal suo stesso nome, e prodotti in collaborazione con la società di Hong Kong Flyingcat, a tracciare le linee fondamentali di quella che oggi viene definita la scena degli Art Toys, unendo alle caratteristiche emozionali del giocattolo stesso, elementi di design, illustrazione e street culture.